# 東川裕
東川 裕（ひがしがわ ゆたか、1961年〈昭和36年〉11月5日 - 2025年1月27日）は、日本の政治家。元奈良県御所市長（5期）。

## 経歴
1961年に奈良県御所市に生まれる。御所市立御所小学校、御所市立御所中学校、関西学院高等部を経て、1985年に関西学院大学法学部卒業。御所市商工会理事などを経て、2008年御所市長に当選。
その後、2012年・2016年・2020年・2024年と4期連続で無投票で再選される。
2024年5月に5期目に再選された約3か月後の同年8月19日、記者会見で同年9月末をもって市長を辞職する意向を明らかにした。3年前に肺がんが判明し、今年7月に体調不良で検査を受けたところ、肺がんの状態が進行しており、主治医から「データ上だが、来年1年間の健康を保証できない」と宣告され、職務の継続が困難になった事を理由とした。9月初頭の定例議会に市長辞職願を提出するとしており、後継指名は行わないとしている。2024年9月末日に辞任した。
2025年1月27日午後10時15分、肺がんのため御所市内の病院で死去した。63歳没。死没日付をもって正五位に叙され、旭日小綬章を追贈された。